# Hideo Baba
Hideo Baba (en japonès: 馬場英雄, Baba Hideo) és un productor japonès de videojocs. És el General productor de la saga Tales Of, franquícies J-RPG més aclamades per la crítica. Els últims títols en els quals ha treballat han estat Tales of Graces, Tales of Abyss, Tales of Xillia i Tales of Xillia 2. També ha realitzat la remasterització de Tales of Symphonia i Tales of Symphonia: Dawn of the New World, disponible en un únic pack anomenat Tales of Symphonia Chronicles per PlayStation 3

## Projectes
- Death by Degrees [PS2] (January 27, 2005) — production manager
- Tales of Destiny [PS2] (November 30, 2006) — director
- Tales of Innocence [DS] (December 06, 2007) — productor
- Tales of Destiny - Director's Cut [PS2] (January 31, 2008) — productor
- Tales of Symphonia: Dawn of the New World [Wii] (June 26, 2008) - production supervisor
- Tales of Vesperia [X360] (August 7, 2008) — brand manager
- Eternal Sonata [PS3] (September 18, 2008) — productor
- Tales of Hearts [DS] (December 18, 2008) — productor
- Tales of the World: Radiant Mythology 2 [PSP] (January 29, 2009) — productor
- Tales of VS [PSP] (August 06, 2009) — productor
- Blue Dragon: Awakened Shadow [DS] (October 8, 2009) — productor
- Tales of Graces [Wii] (December 10, 2009) — productor
- Tales of Graces F [PS3] (December 2, 2010) — productor
- Tales of Xillia [PS3] (September 8, 2011) — productor
- Tales of the Heroes: Twin Brave [PSP] (February 2, 2012) — Special Thanks
- Tales of Xillia 2 [PS3] (November 1, 2012) — productor
- Tales of Zestiria [PS3] (2015)- productor